# Tarnobrzeg

Tarnobrzeg är en stad i Polen. Staden ligger vid floden Wisła. Staden ligger intill Sandomir.

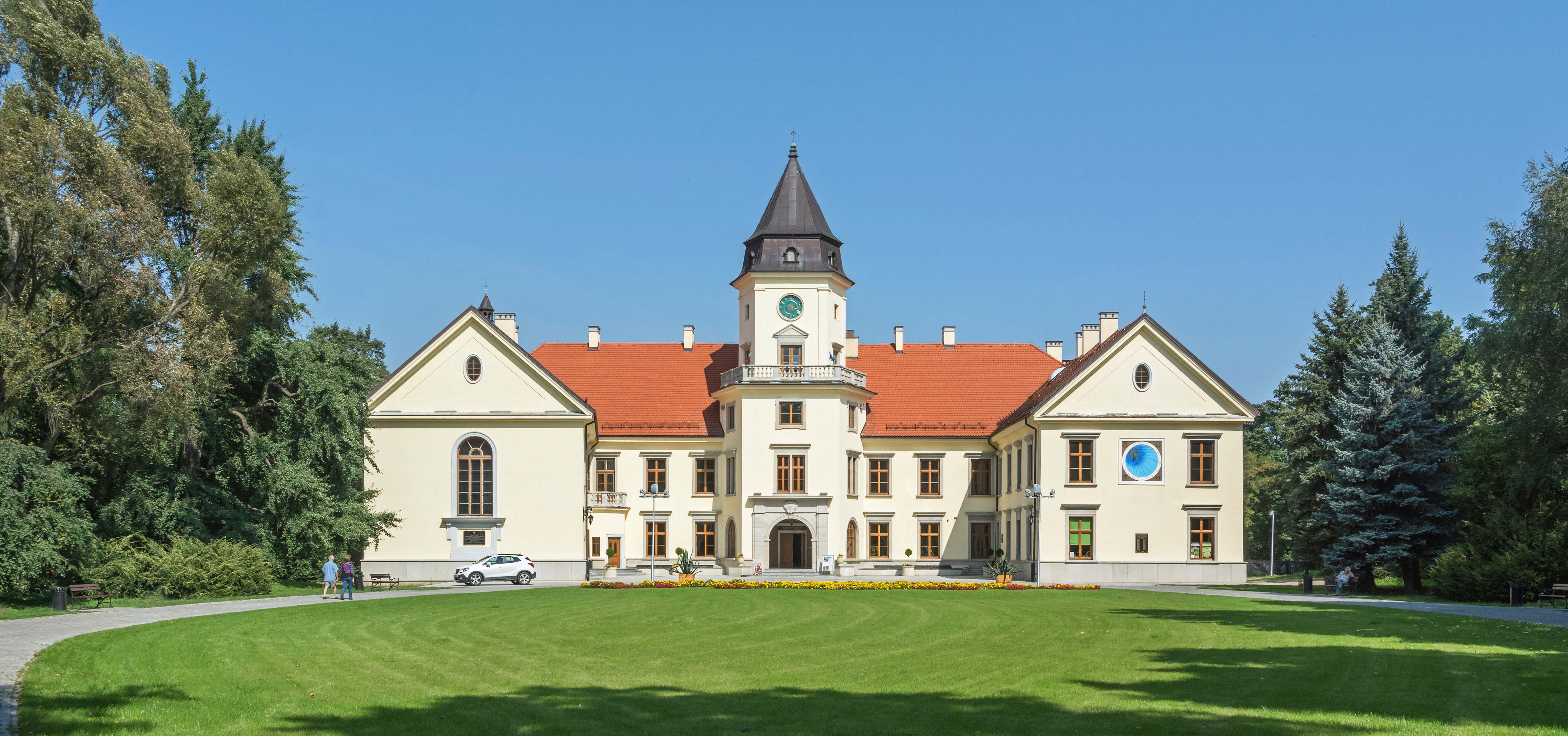
Borg
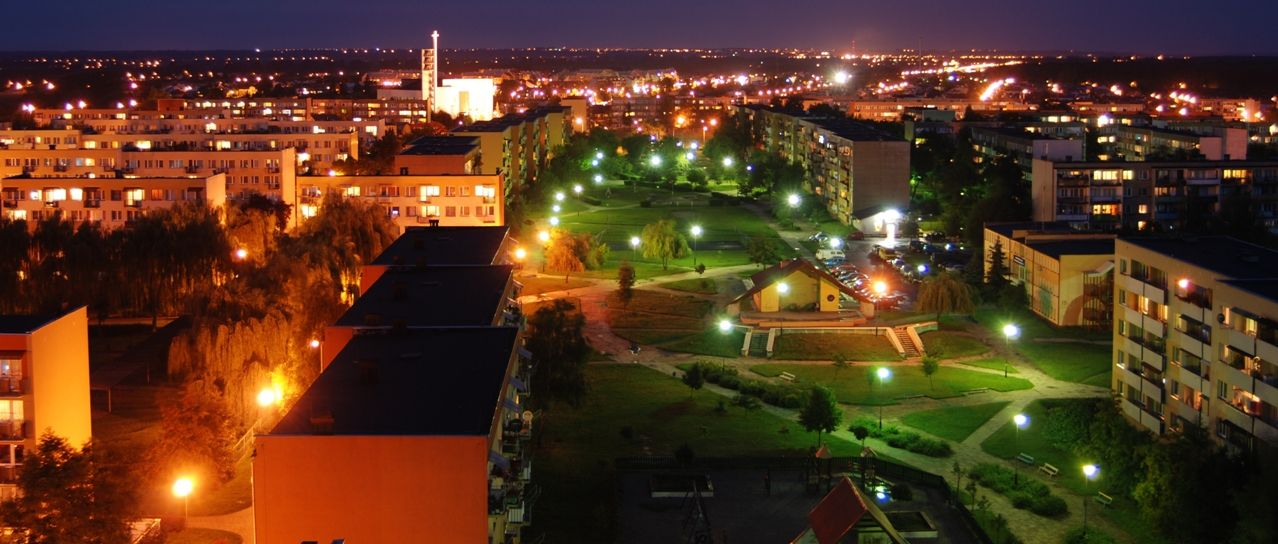
Panorama över Tarnobrzeg
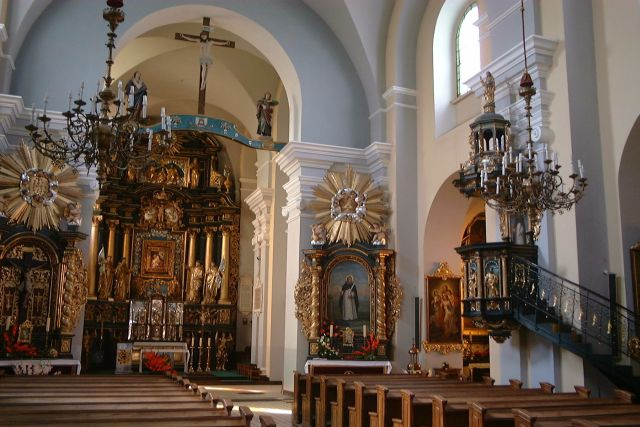
Kloster
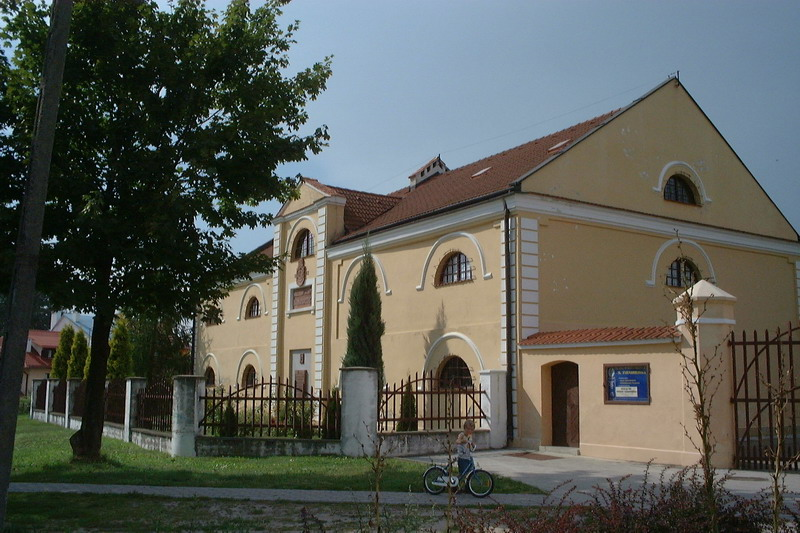
Historiska Museet
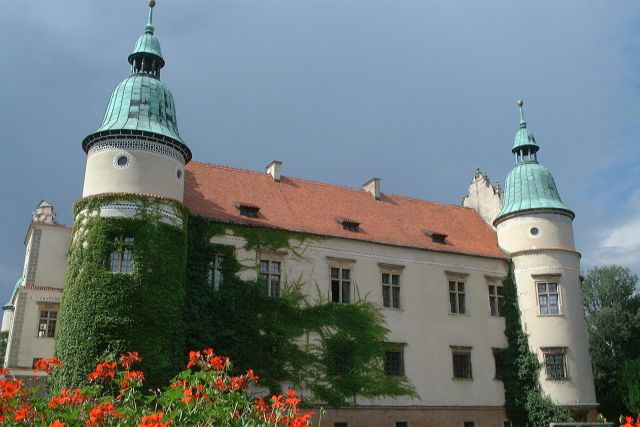
Baranów Sandomierski nära Tarnobrzeg